# Восканян, Карлен Вагаршакович
Карлен Вагаршакович Восканян (7 октября 1930, Ширакамут, Армения, СССР) выдающийся армянский психолог, доктор психологических наук, профессор. Автор около 80-и научных трудов, в том числе 5-и монографий, 4-х учебно-методических пособий и свыше 65-и научных статей. Исследования Карлена Восканяна посвящены вопросам формирования и развития мышления учащихся, а также вопросам повышения эффективности учебного процесса. Карлен Восканян считается основоположником психологической школы мышления в Армении.

## Биография
Карлен Вагаршакович Восканян родился 7 октября 1930 г. в селе Ширакамут. В 1962—1965 гг. он был аспирантом в педагогическом университете им. Хачатура Абовяна, в марте 1967 г. защитил кандидатскую диссертацию на тему «Взаимодействие слова и геометрического изображения в сознании учащихся» в Тбилисском государственном университете и получил научную степень кандидата психологических наук. В 1976—1978 гг. был докторантом кафедры психологии Московского государственного университета им. Ломоносова в 1978—1983 гг. — доцент кафедры психологии АГПУ. В октябре 1983 г. в Ленинградском педагогическом институте им. Герцена защитил докторскую диссертацию на тему «Зависимость усвоения учебных предметов от особенностей изучения систем исходных понятий на материале математики» и получил научную степень доктора психологических наук. В 1988 году получил звание профессора.

## Профессиональная деятельность
В 1950—1962 гг. К. В. Восканян работал в средних школах № 5 и № 9 в Ванадзоре в качестве учителя математики и завуча. В 1983—1992 гг. он был заведующим кафедрой психологии АГПУ, в 1996—1997 гг. — заведующий кафедрой детской психологии и дошкольной педагогики АГПУ, в 1997—2003 гг. — заведующий кафедрой психологии.

## Научная деятельность
Карлен Восканян является автором около 80-и научных трудов, пяти монографий, четырех учебно-методических пособий. Исследования Карлена Восканяна посвящены вопросам формирования и развития мышления учащихся, а также вопросам повышения эффективности учебного процесса. Карлен Восканян считается основоположником школы психологии в РА. Он выступал с докладами касательно основных вопросов мышления на состоявшихся в Москве, Киеве, Тбилиси, Баку, Ереване, Лейпциге съездах и конференциях по психологии. В 1980 г. на 22-й Всемирной конференции психологов в Лейпциге, Германия, его доклад вызвал большой интерес среди советских и зарубежных психологов. Это послужило основанием для продолжающегося по сей день научного сотрудничества с немецкими, французскими и сербскими психологами. Его многочисленные научно-экспериментальные исследования были направлены на выявление особенностей развития теоретического и творческого мышления учащихся. Карлен Восканян разработал конкретные концепции для формирования понятий и развития теоретического мышления у школьников. Его концепции нашли практическое применение в процессе преподавания математики, физики, географии, черчения, технических и других предметов. Он, в отличие от принятого в системе обучения метода синтеза, основанного на «Опыте и ошибке», ввел в процесс обучения аналитический метод познания. Тем самым К. В. Восканян подчеркнул значимость роли творческого мышления. Он был первым в психологической науке, кто в своих научных экспериментах сформировал среди учащихся не только различные способы решения проблем, но и эффективное мышление.
Связывая развитие мышления учащихся с речью, Восканян считал одним из способов развития выражение одной и той же проблемы с помощью различных формулировок речи. У каждого мыслительного направления есть своя логическая форма, где используемые слова имеют свои конкретные значения. Мышление подразумевает использование речи, а речь подразумевает работу мысли.
Под руководством Карлена Восканяна 18 аспирантов и соискателей из различных областей психологии защитили кандидатские диссертации.
Указом Президента Республики Армения от 6 декабря 2007 года Карлен Восканян был награжден медалью Мовсеса Хоренаци (номер — 325).

## Основные работы на русском языке
- Психологические основы обучения математике; Ереван — 2002 / К. В. Восканян.
- Снотмышение наглядно-действе. наглядно-логического мышления при решении геометрических задач; Ереван, 1986 /Межвуз. темат. сб.науч, труд. Актуалные вопр. псих. мышления.
- Формирование теоретического мышления подростка посредством развития прямого и обратного хода мысли; 2001 / Мир психологи.
- Мыслительные операции и межпредметные связи (математика и химия); Баку 1974 / VI-ая научый Закавказ. псих. конф.
- Моделирование приемов познавательной деятельности в алгебре; Тбилиси 1977 / VII-ая Закавказ. псих. конф.
- Кодирование информации как способ моделирования познавательной деятельности уч-ся; Москва 1977 / Воспитан. обуч. и псих. развитие.
- The experiment of Study of initial go geometrical informs. from abstractor to concrete; Leipzig, 1980/ Reported to the XXII international congress of psychology, vol. I,
- РАЗНЫЕ СПОСОБЫ РЕШЕНИЯ ГЕОМЕТРИЧЕСКИХ ЗАДАЧ КАК СРЕДСТВО РАЗВИТИЯ МЫШЛЕНИЯ ШКОЛЬНИКОВ
- Зависимость усвоения учебных предметов от особенностей изучения систем исходных понятий; Греция 1983 / ЛГП.
- Гнесологич. характер аналитич. способа мышления школьников
- Исследование мышления школьников при решении задач разными способами; 1988 Тбилиси / X Закавказ. конф. псих.
- ПОСТРОЕНИЕ ГЕОМЕТРИЧЕСКИХ ФИГУР КАК СРЕДСТВО РАЗВИТИЯ МЫШЛЕНИЯ ШКОЛЬНИКОВ